# ناتاليا توليدو
ناتاليا توليدو (بالإسبانية: Natalia Toledo Paz)‏ هي كاتِبة وشاعرة مكسيكية، ولدت في 1968 في Juchitán de Zaragoza ‏ في المكسيك.